# Благовісник
Благовісник, євангеліст, місіонер (той, хто звіщає добру новину) — внутрішньохристиянський термін, який означає людину, що проголошує, звіщає Євангеліє (Благу (добру) новину), проповідник. У протестантських церквах існує духовний сан благовісник: людина, офіційно уповноважена на служіння, яке полягає у проповіді Слова Божого поза межами своєї громади. Згідно позиції та віровчення більшості християнських конфесій (перш за все протестантських) благовісником в широкому розумінні слова повинна бути кожна віруюча людина.